# Enicospilus mexicanus
Enicospilus mexicanus là một loài tò vò trong họ Ichneumonidae.